# Ooencyrtus acca
Ooencyrtus acca är en stekelart som beskrevs av Huang och John S. Noyes 1994. Ooencyrtus acca ingår i släktet Ooencyrtus och familjen sköldlussteklar.
Artens utbredningsområde är Brunei. Inga underarter finns listade i Catalogue of Life.